# Nihonogomphus huangshaensis
Nihonogomphus huangshaensis är en trollsländeart som beskrevs av Chao och Zhu 1999. Nihonogomphus huangshaensis ingår i släktet Nihonogomphus och familjen flodtrollsländor. Inga underarter finns listade i Catalogue of Life.